# Greenwood (Arkansas)
Greenwood – miasto w Stanach Zjednoczonych, w stanie Arkansas, w hrabstwie Sebastian.